# ドイチェ・フースバルマイスターシャフト1907-1908
ドイチェ・フースバルマイスターシャフト 1907-1908 はドイツサッカー協会によって開催された第6回目のクラブチーム全国大会である。ベルリナーTuFCヴィクトリア1899が優勝し、1回目のドイチャー・フースバルマイスターの座に就いた。

## 概要
1908年1月26日に創設されたバルト芝生・ウィンタースポーツ協会 (BRWV)が、最後の地方協会として新たにDFBに加盟し、初代BRWV王者のVfBケーニヒスベルクが今大会出場を決めた。ドイツ各地域が8つのローカル協会によって統括される体制となり、これは1911年まで続いた。

## 出場クラブ[2]
初めて北東部代表を含む8クラブが出そろい、ドイツ帝国各地域からバランスよく選ばれた。昨季に続きベルリン＝ブランデンブルク地域では、両協会王者によるプレーオフの勝者だけが出場を認められた。ベルリン王者ベルリナー・ヴィクトリアがブランデンブルク王者ノルデン＝ノルトヴェストSVを4－3で破り、出場権を獲得。短命な統括団体、ベルリン球技協会は参加権を認められなかった。
| クラブ                           | 出場資格                                                          |
| VfBケーニヒスベルク              | バルティッシェ・フースバルマイスターシャフト1907-1908優勝         |
| VfR1897ブレスラオ                | ズュートオストドイチェ・フースバルマイスターシャフト1907-1908優勝 |
| ベルリナーTuFCヴィクトリア89     | VBBベルリナー・フースバルマイスターシャフト1907-1908優勝          |
| ヴァッカー・ライプツィヒ         | ミッテルドイチェ・フースバルマイスターシャフト1907-1908優勝       |
| FCアイントラハト・フォン・1895   | ノルトドイチェ・フースバルマイスターシャフト1907-1908優勝         |
| デュイスブルガーSpV              | ヴェストドイチェ・フースバルマイスターシャフト1907-1908優勝       |
| フライブルガーFC                 | 前回王者                                                          |
| シュトゥットガルター・キッカース | ズュートドイチェ・フースバルマイスターシャフト1907-1908優勝       |

## 準々決勝
開催日： 1908年5月3日
 
再試合開催日：5月17日

会場：1. FCP-Platz auf den Weiherwiesen (プフォルツハイム)、VfR-Platz an der Kürassierstraße (ブレスラウ)、Walter-Simon-Platz (ケーニヒスベルク)、Sportplatz Hoheluft (ハンブルク)
| チーム #1                        | スコア | チーム #2                              |
| -------------------------------- | ------ | -------------------------------------- |
| シュトゥットガルター・キッカース | 0–11   | フライブルガーFC                       |
| ベルリナーTuFCヴィクトリア89     | 7–0    | VfBケーニヒスベルク                    |
| デュイスブルガーSpV              | 1–0    | FCアイントラハト95ブラウンシュヴァイク |
| ヴァッカー・ライプツィヒ         | 3–1    | VfR1897ブレスラオ                      |

- 1 初戦中止・再試合

前回王者フライブルガーFCとシュトゥットガルター・キッカーズの試合は、FFCの選手が序盤に試合を放棄してピッチから引き揚げようとしたのが問題となり、DFBによって取り消され再試合を命じられた。これに対し、DFBは脅迫的ニュアンスで「再びこのような行為をしたら即失格処分にする」とFFCに伝えたうえ、さらに100金マルクの罰金を科した。またキッカーズからは主審の判定に対するクレームもあった。試合自体は最後まで行われ、64分にFFCのシュテーアマンが唯一のゴールを決め、1-0で終わった。
VfR1897ブレスラウとヴァッカー・ライプツィヒは、ブレスラウが前半ゲームを支配し38分にフリッツ・ラングナーのPKで先制する。対するライプツィヒは62分のアレクサンダー・パルムの同点ゴールを境に主導権を奪い、72分にクルト・グレフナーが逆転弾、77分にオットー・ライスラントが追加点を決め、1-3で勝利した。
初出場のVfBケーニヒスベルクは、昨季準優勝のベルリナー・ヴィクトリアに0-7で完敗した。VfBは前半だけで0-5と大きくリードされたのだが、そのうち最後の一点は得点者不明。最初の四点を決めたのはヴィリ・ヴォアピツキー二点、ヘルムート・レプナック、オットー・ドゥムケである。さらに、後半の二点を決めた選手も不明。
アイントラハト・ブランシュヴァイクとデュイスブルガーSpVの一戦は、デュイスブルクが後半のヴィリ・ファン・デア・ヴェッペンの得点を守り切って0-1で勝った。デュイスブルクの守護神ゴットフリート・ヒンツェは当時現職のDFB会長でもあったが、この試合ではブランシュヴァイクの最大の決定機、エーリヒ・ミュースのPKをセーブし、最少得点差の勝利に貢献した。

### 再試合
開催日：1907年5月17日

会場：KFV-Platz an der Telegrafenkaserne (カールスルーエ)
| チーム #1                        | スコア | チーム #2        |
| -------------------------------- | ------ | ---------------- |
| シュトゥットガルター・キッカース | 5–2    | フライブルガーFC |

試合放棄未遂で再試合を命じられたフライブルガーFCは、前の試合と同じ11人で臨んだ。この再試合でも前半24分アオゴスト・ファルシュルンガーの得点で先制したが、キッカーズは三分後インゴ・ハンゼルマンが同点弾を決め、そこから前半43分までにユリウス・メグナーの逆転弾、ルドルフ・アホルンの追加点、カール・ライヒのPKと畳みかけ、4-1リードで前半を終えた。後半FFCはギップスが決め二点差に追い上げたが、終了三分前にオイゲン・メルクレがとどめの五点目をマークし、5-2で勝利したキッカーズがベスト4進出を決めた。

## 準決勝
開催日： 1908年5月17日・24日

会場：Viktoria-Platz (マクデブルク)、Hermannia-Platz im Ostpark (フランクフルト・アム・マイン)
| チーム #1                        | スコア | チーム #2                |
| -------------------------------- | ------ | ------------------------ |
| シュトゥットガルター・キッカース | 5–1    | デュイスブルガーSpV      |
| ベルリナーTuFCヴィクトリア89     | 4–0    | ヴァッカー・ライプツィヒ |

ヴァッカー・ライプツィヒは、ベルリナー・ヴィクトリアに0-4で完敗した。ヴィクトリアは10分・35分にヴィリ・ヴォアピツキーが決めて前半を2-0で折り返し、後半は75分にオットー・ドゥムケ、87分にヘルムート・レプナックが加点した。

一週間後、フランクフルト・アム・マインで開催されたもう一つの準決勝は、強い雨にぬかるんだピッチという最悪のコンディションで行われた。デュイスブルガーSpVは少なくとも前半30分ごろまではシュトゥットガルター・キッカーズの攻撃陣を完封したが、インゴ・ハンゼルマンとカール・ライヒの得点でキッカーズが前半終了までに2点を先行、後半に入り62分にシュミットがリードを三点に拡げ、さらにルドルフ・アホルンの二得点で5-0に。DSVはグスタフ・ウンフリートが85分に一矢を報いるも、キッカーズが5-1で圧勝した。

## 決勝
| ベルリナーTuFCヴィクトリア89               | 3 – 1    | シュトゥットガルター・キッカース |
| ------------------------------------------ | -------- | -------------------------------- |
| ヴォアピツキー 6分, 84分 · レプナック 89分 | レポート | アーホーアン 86分                |

| ベルリナーTuFCヴィクトリア89 |  |                          |  |
|                              |  |                          |  |
|                              |  | パウル・スクラノヴィッツ |  |
|                              |  | ヘルムート・レプナック   |  |
|                              |  | ヴィリ・ハーン           |  |
|                              |  | パウル・フィッシャー     |  |
|                              |  | ヴィリ・ムエーク         |  |
|                              |  | ヴィリ・クネーゼベック   |  |
|                              |  | パウル・フンダー         |  |
|                              |  | ラインホルト・ボック     |  |
|                              |  | オットー・パウケ         |  |
|                              |  | ヴィリ・ヴォアピツキー   |  |
|                              |  | オットー・ドゥムケ       |  |
| 監督                         |  |                          |  |
|                              |  |                          |  |

| シュトゥットガルター・キッカース |  |                              |  |
|                                  |  |                              |  |
|                                  |  | リヒャート・リューディンガー |  |
|                                  |  | オイゲン・メアクレ           |  |
|                                  |  | ヘアマン・ビューアクレ       |  |
|                                  |  | パウル・キューンレ           |  |
|                                  |  | カール・ブライトマイアー     |  |
|                                  |  | グスタフ・ウンフリート       |  |
|                                  |  | ハンス・クレープス           |  |
|                                  |  | ルドルフ・アーホーン         |  |
|                                  |  | Schmitt                      |  |
|                                  |  | ユリウス・メーグナー         |  |
|                                  |  | インゴ・ハンゼルマン         |  |
| 監督                             |  |                              |  |
|                                  |  |                              |  |

|  |  |

ベルリナー・ヴィクトリアはベストメンバーをそろえたが、対するシュトゥットガルター・キッカーズは兵役中のオットー・レープレと負傷中のカール・ライヒの2名を欠いていた。キッカーズはこの2名の穴を埋められず、また守護神ヘアマン・ビュークレが何度かミスを犯したのに対して、ヴィクトリアは中盤でクネーゼベックとフンダーが経験豊富なプレーを披露する。試合は開始6分にヴィリ・ヴォアピツキーの得点でヴィクトリアが先制、1-0リードで前半を終えた。後半に入って84分にヴォアピツキーの2ゴール目でスコアは2-0、二分後にキッカーズも1点を返すが、89分にヘルムート・レプナックが再度二点差に拡げる駄目押し弾を決め、勝負あり。ヴィクトリアがマイスターシャフト初優勝を飾った。

## ベルリナーTuFCヴィクトリア1889のマイスターマンシャフト
| ベルリナーTuFCヴィクトリア1889 | |
|                                | - GK: パウル・スクラノヴィッツ (3試合/-得点) - DF: パウル・フィッシャー (3/-), ヴィリ・ハーン (3/-) - MF: パウル・フンダー (c) (3/-), ヴィリ・クネーゼベック (3/-), ヴィリ・ムェーク (3/-) - FW: ラインホルト・ボック (3/-), オットー・ドゥムケ (3/2), オットー・パウケ (3/-), ヘルムート・レプナック (3/3), ヴィリ・ヴォアピツキー (3/6) - 監督: – |

## 得点ランキング[7]
ヴィクトリア・ベルリンの3ゴールが得点者不明である。
| 選手 | 選手                             | クラブ                             | 出場数 | 得点数 |
| ---- | -------------------------------- | ---------------------------------- | ------ | ------ |
| 1.   | ヴィリ・ヴォアピツキー           | ベルリナーTuFCヴィクトリア89       | 3      | 6      |
| 2.   | ルドルフ・アホーン               | FCシュトゥットガルター・キッカース | 4      | 4      |
| 3.   | インゴ・ハンゼルマン             | FCシュトゥットガルター・キッカース | 3      | 3      |
| 3.   | ヘルムート・レプナック           | ベルリナーTuFCヴィクトリア89       | 3      | 3      |
| 5.   | オットー・ドゥムケ               | ベルリナーTuFCヴィクトリア89       | 3      | 2      |
| 6.   | フリッツ・ランナー               | VfR1897ブレスラオ                  | 1      | 1      |
| 7.   | アオゴスト・ファルシュルンガー   | フライブルガーFC                   | 2      | 1      |
| 7.   | Gibbs                            | フライブルガーFC                   | 2      | 1      |
| 7.   | クアト・グレーフナー             | FCヴァッカー・ライプツィヒ         | 2      | 1      |
| 7.   | アレクサンダー・パルム           | FCヴァッカー・ライプツィヒ         | 2      | 1      |
| 7.   | オットー・ライスラント           | FCヴァッカー・ライプツィヒ         | 2      | 1      |
| 7.   | Stöhrmann                        | フライブルガーFC                   | 2      | 1      |
| 7.   | ヴィリ・ファン・デア・ヴェッペン | デュイスブルガーSpV                | 2      | 1      |
| 14.  | カール・ライヒ                   | FCシュトゥットガルター・キッカース | 3      | 1      |
| 15.  | ユリウス・メーグナー             | FCシュトゥットガルター・キッカース | 4      | 1      |
| 15.  | オイゲン・メアクレ               | FCシュトゥットガルター・キッカース | 4      | 1      |
| 15.  | シュミット                       | FCシュトゥットガルター・キッカース | 4      | 1      |